# W̔
W̔ (minuscule : w̔), appelé W virgule réfléchie suscrite, est une lettre latine qui était utilisée dans l’écriture de l’éwé.
Il s’agit de la lettre W diacritée d’une virgule réfléchie suscrite.

## Usage informatique
Le W virgule réfléchie suscrite peut être représenté avec les caractères Unicode suivants : 
- décomposé (latin de base, diacritiques) :

| formes    | représentations | chaînes de caractères | points de code | descriptions                                                    |
| --------- | --------------- | --------------------- | -------------- | --------------------------------------------------------------- |
| capitale  | W̔               | W◌̔                    | U+0057 U+0314  | lettre majuscule latine w diacritique virgule réfléchie en chef |
| minuscule | w̔               | w◌̔                    | U+0077 U+0314  | lettre minuscule latine w diacritique virgule réfléchie en chef |

## Sources
- Diedrich Westermann, Wörterbuch der Ewe-Sprache, vol. 1, Berlin, D. Reimer (E. Vohsen), 1905 (lire en ligne)
- Diedrich Westermann, Wörterbuch der Ewe-Sprache, vol. 2, Berlin, D. Reimer (E. Vohsen), 1906 (lire en ligne)
- Diedrich Westermann, Grammatik der Ewe-Sprache, Berlin, D. Reimer (E. Vohsen), 1907 (lire en ligne)
- Diedrich Westermann, Gbesela or English-Ewe Dictionary, Berlin, D. Reimer (E. Vohsen), 1922, 2e éd. (lire en ligne)